# Molosy (podrodzina ssaków)
Molosy (Molossinae) – podrodzina ssaków z rodziny molosowatych (Molossidae).

## Rozmieszcznie geograficzne
Podrodzina obejmuje gatunki występujące w Ameryce, Eurazji, Afryce oraz Australii i Oceanii.

## Systematyka

### Podział systematyczny
Do podrodziny należą następujące występujące współcześnie rodzaje:
- Cheiromeles Horsfield, 1824 – nagusek
- Mormopterus W.C.H. Peters, 1865 – goblinek
- Molossus É. Geoffroy Saint-Hilaire, 1805 – molos
- Promops P. Gervais, 1856 – mopsik
- Neoplatymops R.L. Peterson, 1965 – jedynym przedstawicielem jest Neoplatymops mattogrossensis (C.O.da C. Vieira, 1942) – molosik płaskogłowy
- Nyctinomops G.S. Miller, 1902 – ogoniak
- Cabreramops Ibáñez, 1980 – jedynym przedstawicielem jest Cabreramops aequatorianus (Cabrera, 1917) – molosik równikowy
- Molossops W.C.H. Peters, 1866 – molosik
- Cynomops O. Thomas, 1920 – psioliczek
- Eumops G.S. Miller, 1906 – czapeczkowiec
- Otomops O. Thomas, 1913 – myszogonek
- Mops Lesson, 1842 – mops
- Myopterus É. Geoffroy Saint-Hilaire, 1818 – skrzydłomysz
- Platymops O. Thomas, 1906 – szerokogłów – jedynym przedstawicielem jest Platymops setiger (W.C.H. Peters, 1878) – szerokogłów samotny
- Sauromys A. Roberts, 1917 – jaszczurzyk – jedynym przedstawicielem jest Sauromys petrophilus (A. Roberts, 1917) – jaszczurzyk skalny
- Tadarida Rafinesque, 1814 – molosek
- Nyctinomus É. Geoffroy Saint-Hilaire, 1818 – jedynym przedstawicielem jest Nyctinomus aegyptiacus É. Geoffroy Saint-Hilaire, 1818 – molosek egipski
- Austronomus Iredale & Troughton, 1934
- Setirostris Reardon, N.L. McKenzie & M. Adams, 2014 – jedynym przedstawicielem jest Setirostris eleryi Reardon & McKenzie, 2008 – goblinek szczotkowargi
- Micronomus Troughton, 1943 – jedynym przedstawicielem jest Micronomus norfolkensis (J.E. Gray, 1839) – goblinek eukaliptusowy
- Ozimops Reardon, N.L. McKenzie & M. Adams, 2014

Opisano również kilka rodzajów wymarłych:
- Cuvierimops Legendre & Sigé, 1983[17]
- Kiotomops Takai, Setoguchi, Villarroel A., Cadena G. & Shigehara, 1991[18] – jedynym przedstawicielem był Kiotomops lopezi Takai, Setoguchi, Villarroel A., Cadena F. & Shigehara, 1991
- Petramops Hand, 1990[19] – jedynym przedstawicielem był Petramops creaseri Hand, 1990
- Potamops Czaplewski, 1997[20] – jedynym przedstawicielem był Potamops mascahehenes Czaplewski, 1997.